# Kaissa
Kaissa, in het Russisch Каисса, was een Russisch schaakprogramma dat is ontwikkeld in de jaren 60 van de 20e eeuw. Het is vernoemd naar de schaakgodin Caïssa. Kaissa werd als eerste programma wereldkampioen computerschaak. Dat was in 1974 in Stockholm.
Op het tweede kampioenschap in 1977 in Toronto, gaf het programma een toren weg teneinde mat te voorkomen. Dit werd de sensatie van het toernooi, want geen van de aanwezigen had dit gezien. Uiteindelijk haalde Kaissa op dit toernooi een gedeelde tweede plaats samen met het programma Duchess. Chess 4 werd tijdens dit toernooi eerste. 
De laatste keer dat Kaissa mee deed met de wereldkampioenschappen was in 1980 in Linz. Kaissa deelde daar nog de 4e-7e plaats. Daarna is de ontwikkeling van Kaissa gestopt.